# Флаг Вануату
Государственный флаг Вануату (англ. Flag of Vanuatu, фр. Drapeau du Vanuatu, бисл. flaeg blong Vanuatu) — принят 18 февраля 1980 года.

## История
Первым флагом архипелага Вануату стал утвержденный в 1887 г. флаг Англо-французской комиссии по Новым Гебридам. Флаг комиссии состоял из белой и красной вертикальных полос и синего прямоугольника в центре, на котором были изображены пять белых звезд. Цвета флага символизировали цвета флагов Франции и Великобритании, а звезды – большие острова архипелага. Данный флаг просуществовал до 20 октября 1906 года.
После образования кондоминиума, каждая администрация осуществляла управление архипелагом под своим собственным флагом. Флагом французской администрации был государственный флаг Франции. Флаг британской администрации представлял флаг Великобритании на синем фоне с печатью "New Hebrides". Флаги двух администраций просуществовали до 1980 года.
В качестве основы национального флага были выбраны цвета партийного флага партии Вануаку, приведшей страну к независимости в 1980 году,— красный, зелёный, чёрный и жёлтый. Окончательный вариант был выбран парламентским комитетом из нескольких предложений местных художников.
Зелёный цвет символизирует богатство островов, красный — цвет крови людей и свиней, чёрный — местных жителей ни-вануату. По предложению премьер-министра Вануату были включены жёлтая и чёрная разделительные полосы (en:Fimbriation). Жёлтая Y-образная фигура символизирует свет Евангелия, освещающий острова Тихого океана (в Вануату около 90 % христиан).
Жёлтая эмблема на чёрном фоне — кабаний клык — символ благополучия, носимый на островах как талисман, и два листа местного папоротника намеле. Листья являются символом мира, а 39 их листочков представляют 39 членов законодательного органа Вануату (на момент принятия флага парламент Вануату состоял из 39 человек).

## Галерея

Флаг Англо-французской военно-морской комиссии 1887 — 20 октября 1906
Флаг французской администрации кондоминиума Новые Гебриды 20 октября 1906 — 18 февраля 1980
Флаг английской администрации Новых Гебрид 20 октября 1906 — 1953
Флаг английской администрации Новых Гебрид 1953 — 18 февраля 1980
Флаг президента Вануату